# Ступки (станція)
Ступки́ — вузлова вантажна залізнична станція Лиманської дирекції Донецької залізниці на перетині трьох ліній Ступки — Краматорськ, Ступки — Попасна, Ступки — Бахмут I між станціями Часів Яр (16 км), Бахмут I (4 км), Попасна (38 км) та Бахмут (5 км). Розташована в місті Бахмут Бахмутського району Донецької області.
Пасажирське сполучення не здійснюється понад 10 років.